# Macrozamia plurinervia
Macrozamia plurinervia är en kärlväxtart som först beskrevs av Lawrence Alexander Sidney Johnson, och fick sitt nu gällande namn av David Lloyd Jones. Macrozamia plurinervia ingår i släktet Macrozamia och familjen Zamiaceae. IUCN kategoriserar arten globalt som starkt hotad. Inga underarter finns listade i Catalogue of Life.